# Chamaesaracha darcyi
Chamaesaracha darcyi là loài thực vật có hoa trong họ Cà. Loài này được Averett mô tả khoa học đầu tiên năm 2005.